# Vitória Sport Clube
O Vitória Sport Clube, popularmente conhecido como Vitória de Guimarães ou por vezes apenas Vitória, é um clube eclético e multidesportivo sediado na cidade de Guimarães, Portugal. Tem como modalidade principal o Futebol distinguindo-se também em modalidades como o voleibol, o basquetebol, o andebol, o polo aquático, a natação, o atletismo, o boxe, o jiu-jitsu, o taekwondo, o kickboxing, o judo, entre outras. 
Atualmente, milita na Primeira Liga de futebol, onde é o 4.º clube com mais presenças, contabilizando um total de 81 participações, no principal escalão da modalidade em Portugal. Além disso, é também o 4.º clube com mais associados, contabilizando cerca de 39 mil sócios.
O Vitória é a par da Académica e do Beira-Mar, o 8.º clube português de futebol mais titulado, contando no seu palmarés com uma Taça de Portugal e uma Supertaça Cândido de Oliveira. O acesso às provas europeias é frequente para a equipa vimaranense, tendo já disputado as eliminatórias da Liga dos Campeões, e as fases a eliminar da Liga Europa e da Liga Conferência.
Pelo clube, passaram alguns dos jogadores mais talentosos que atuaram no futebol português, tais como Damas, Neno, Nuno Espírito Santo, José Carlos [en], Costeado [en], Dimas, Fernando Meira, Pedro Geromel, Tapsoba, Quim Berto, Paulo Bento, N´Dinga, Pedro Martins, Zahovic, Capucho, Vítor Paneira, Pedro Mendes, Nuno Assis, André Almeida, Ademir Alcântara, Roldão, Ricardo Pereira, André André, Raphinha, Hernâni, Marcus Edwards, Ricardo Quaresma, Edmur, Paulinho Cascavel, Ziad, Soudani, Tiquinho Soares, Jota Silva, entre muitos outros.
Ao longo da sua existência, várias figuras marcaram a história do clube, com Presidentes como Pimenta Machado e Júlio Mendes a figurar como individualidades marcantes. Já ao nível de treinadores, Jorge Vieira, José Maria Pedroto, Raymond Goethals, António Morais [en], Marinho Peres, Paulo Autuori, Manuel José, João Alves, Jaime Pacheco, Augusto Inácio, Quinito [en], Manuel Cajuda, Rui Vitória, Sérgio Conceição e Pedro Martins deixaram a sua marca no clube Vimaranense.
O Vitória concluiu a temporada 2024/25 ocupando a 97ª posição do Ranking de Clubes da UEFA (128ª no coeficiente a dez anos) e a 69ª posição no Ranking Mundial de Clubes da IFFHS.

## História

### Origens do Vitória Sport Clube (1913–1922)
O Vitória Sport Clube deve as suas origens a um grupo de jovens estudantes que constituiu um grupo de futebol, constituído por duas equipas sendo o 1.º team o Sport Club Vimaranense e o 2.º team o Foot-ball Grupo Vimaranense, em 1913, data que alguns investigadores apontam como a verdadeira data de fundação do clube, ao qual em 1918 deram o atual nome.
Em 22 de Setembro de 1922, data oficial da fundação, o clube constitui a primeira direção após uma das tertúlias vitorianas que aconteciam na Chapelaria Macedo e é filiado na Associação de Futebol de Braga logo no primeiro ano de funcionamento daquela associação.

### Século XX (1922–2000)
Os primeiros jogos do Vitória aconteceram no Campo da Atouguia, mas desses anos fica ainda a memória de outros recintos com existência breve: o Campo José Minotes, convertido a partir de um hipódromo mas reclamado de volta pelo proprietário pouco tempo depois, e ainda o Campo da Perdiz. O Vitória Sport Clube começou a competir oficialmente no Campeonato Distrital de Braga na época de 1922/23, ano de estreia da competição.
Após alguns anos de adaptação sem conquistar nenhum troféu, as participações do Vitória SC em competições oficiais foram interrompidas devido à crise económica relacionada com a implantação de uma novo sistema político no país. Também a ausência de um local próprio para jogar impedia o clube de apresentar-se regularmente nas provas organizadas pela Associação de Futebol de Braga.
Antes mesmo da crise enfrentada, o Vitória fundir-se-ia em 1926 com o Atlético Sport Clube, clube fundado da cisão com o Vitória no final de junho de 1924 com uma visão de um clube mais eclético dedicado às modalidades, assumindo a designação de Sport Club de Guimarães, algo que durou apenas poucos meses.
Até 1932, o calendário desportivo da equipa de futebol do Vitória resumia-se à realização esporádica de alguns jogos de carácter particular, sempre em casa do maior adversário, o Sporting Clube de Braga. Porém, nesse mesmo ano, fundamentalmente depois da inauguração do Campo do Benlhevai, o clube começou a dinamizar-se e a evoluir positivamente para aquilo em que hoje se tornou.
Em 1934, o Vitória alcançou o seu primeiro grande troféu, conquistando o Campeonato Distrital de Braga após vencer o Sporting de Braga com um resultado agregado de 1–0 na final do torneio. Após perder as duas edições seguintes, acabou por conquistar onze edições seguidas da competição de 1936/37 até 1946/47. Neste período, o clube também ganhou três edições do Campeonato do Minho, troféu disputado entre os vencedores dos campeonatos distritais de Braga e de Viana do Castelo respectivamente, em 1939, 1940 e 1941. É neste período que é criado o Campeonato Português de Futebol, em 1934/35, sendo que só a partir de 1941/42 o Campeão da AF Braga se passa a apurar para a Primeira Divisão (até então apurava-se para a Segunda Divisão, estando a Primeira Divisão reservada aos clubes de Lisboa, Porto, Coimbra e Setúbal).
Com efeito, em 1935/36 o clube vimaranense  disputa pela primeira vez o campeonato nacional da II Divisão e sete anos depois ingressou na I Divisão do futebol nacional em 1941/42, tendo descido passados 13 anos à Segunda Divisão na época de 1954/55. Regressa posteriormente ao primeiro nível do futebol português em 1957/58, não descendo mais nesse século.
Em 1965 o novo Estádio Municipal de Guimarães, com 15 mil lugares, foi inaugurado frente ao Belenenses. Desde cedo o apoio nas bancadas fez-se notar, sendo que a boa localização na cidade e a grande área verde exterior permitiram que este fosse renovado e expandido ao longo do tempo, contribuindo assim para o sucesso do clube vimaranense.
Ao longo do século XX, o Vitória Sport Clube assumiu-se como possível candidato a ganhar a Taça de Portugal, tendo chegado à final em 1942, 1963, 1976 e 1988. Porém, acabou por ser sempre derrotado, evitando a conquista do seu primeiro troféu nacional.
Já na Segunda Divisão, o Vitória na época de 1968/69, esteve a lutar pelo título de campeão nacional com o Benfica e o Porto, ficando na terceira posição a 3 pontos dos encarnados. Foi uma bela época de uma formação orientada pelo brasileiro Jorge Vieira.
Em 1980, Pimenta Machado assumiu a liderança do clube e desde aí, o Vitória tem sido um dos principais clubes do futebol português, participando várias vezes nas competições europeias. Nomeadamente, em 1986/87, sob a orientação do treinador Marinho Peres, a equipa vimaranense alcançou o seu maior momento desportivo nas competições europeias, ao atingir os quartos de final da Taça UEFA, derrubando, entre outros, o Sparta de Praga e Atlético de Madrid, sendo derrotado pelo Borussia Mõnchengladbach. Nesse mesmo ano, o Vitória obteve uma das suas melhores classificações na Primeira Liga, onde alcançou novamente o terceiro lugar na Primeira Liga.
Em 1988, o Vitória Sport Clube conquistou o seu primeiro troféu nacional, vencendo a Supertaça como finalista vencido da Taça de Portugal ao Futebol Clube do Porto por 2–0 (resultado agregado).

### Novo milénio (2001–presente)

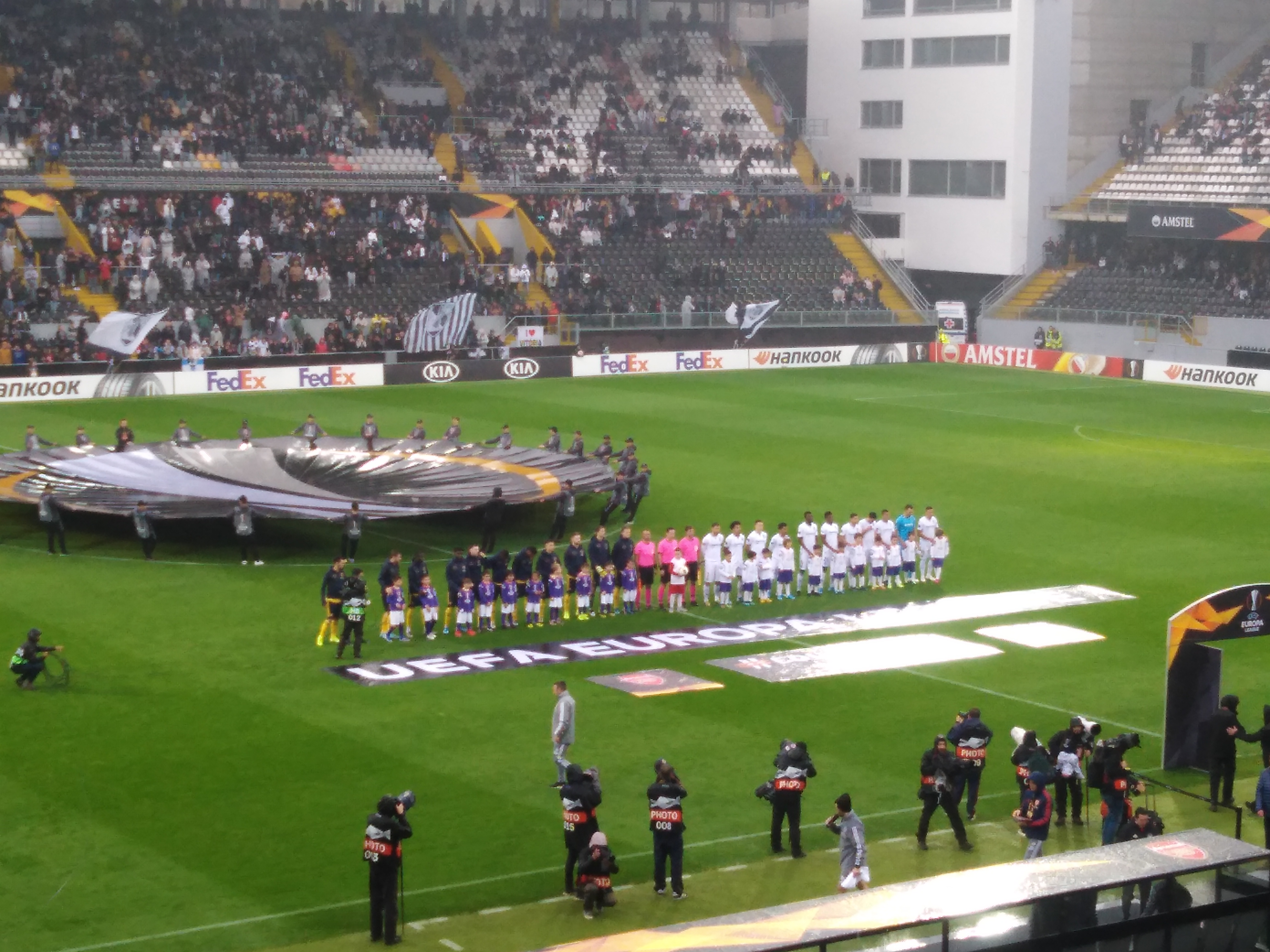
Vitória SC vs. Arsenal FC, Europa League 2019/20.

Após o virar do milénio, Pimenta Machado saiu em 2004 (24 anos após ter sido nomeado Presidente pela primeira vez) e seguiram-se presidentes como Vítor Magalhães e Emílio Macedo da Silva.
Apesar de ter alcançado a fase de grupos da Taça UEFA em 2005/06 após derrotar o Wisła Kraków, acabaria por ser eliminado sem nenhum triunfo. Além disso, uma pobre performance a nível nacional apenas permitiu a equipa alcançar o 17º lugar no campeonato, acabando por descer à Segunda Liga pela segunda vez na sua história.
Em 2006/07, o Vitória ficou em 2º lugar no segundo escalão do futebol português, permitindo subir de volta à Primeira Liga, acabando por disputar o segundo lugar  e, consequentemente, o acesso direto à Fase de Grupos da Liga dos Campeões da UEFA de 2008/09 com o Sporting Clube de Portugal. Acabou por ficar em terceiro lugar, garantindo o acesso à 3ª Pré-Eliminatória, onde viria a ser afastado pelo Basileia com um golo mal anulado ao Roberto [en] aos 86 minutos de jogo.
Nessa mesma época, o voleibol do Vitória Sport Clube afirmava-se como uma das grandes equipas portuguesas, sagrando-se campeã nacional e o basquetebol conquistava a sua primeira Taça. Em 2008/09, o Vitória também conquistaria a sua primeira e única Taça de Portugal de Voleibol.
Em 2010/11, o Vitória voltava ao Estádio Nacional do Jamor para disputar a final da Taça de Portugal frente ao Futebol Clube do Porto. Porém, foi derrotado por expressivos 6–2.
Em 2012, Júlio Mendes assume a presidência do Clube, e cria uma SAD. Logo na primeira época no Clube (2012/13), o Vitória chegava a uma nova final da Taça, desta vez frente ao Sport Lisboa e Benfica. Apesar de se ter encontrado a perder por 0–1, a equipa vitoriana acabaria por dar a volta ao marcador nos últimos dez minutos com golos de Soudani e Ricardo Pereira e conquistar a sua primeira Taça de Portugal. Nesse mesmo ano, o Vitória alcançou as finais da Taça de Portugal em voleibol e basquetebol, acabando por vencer esta última, a segunda do seu palmarés.
Em Abril de 2015, segundo dados do clube, tinha 21 mil sócios registados, marco histórico no clube.
Em 2016/17, o Vitória acabaria por alcançar o 4º lugar na classificação e a final da Taça de Portugal mais uma vez, o que bastou para garantir o acesso à fase de grupos da Liga Europa da UEFA de 2017/18. Porém, acabou por perder a final no Jamor e a Supertaça (ambas com o Benfica 2–1 e 3–1 respetivamente), ao qual garantiu o direito de jogar como finalista vencido da Taça de Portugal.
Em 2019/20, a presença nas competições europeias na Liga Europa da UEFA do Vitória SC fica essencialmente marcada pela vitória em Frankfurt (2–3) sobre o Eintracht e um empate (1–1) frente ao Arsenal, em Guimarães.

### Centenário do Vitória SC (2022)
Numa época de celebração do Centenário do Clube, foi realizada a exposição «Vitória Sport Clube 1922-2022», que retrata os 100 anos do popular emblema da cidade de Guimarães. Assim, podemos recordar fotograficamente muitos dos jogadores mais emblemáticos do clube, bem como imagens dos campos mais antigos.
Em termos desportivos a época adivinhava-se complicada devido às dificuldades financeiras e do desinvestimento na equipa principal, contudo, o Vitória foi capaz de garantir o acesso à 2.ª Pré-Eliminatória da Liga Conferência de 2023/24. Apesar de o plantel ser composto com muita juventude oriunda da academia, nomeadamente da equipa B e com Moreno como protagonista pois era treinador interino, o Vitória cumpriu os mínimos com o 6º lugar no final da época de 2022/23.
Na época 2023/24, o Vitória, pela segunda vez seguida, tenta o acesso à fase de grupos da Liga Conferência, algo que nenhum clube português ainda tinha alcançado nesta competição com apenas 3 anos. O Vitória entrou nesta competição na  2.ª Pré-eliminatória, onde foi sorteado para jogar com os eslovenos do NK Celje, que na ultima época terminou em 2ª lugar na Prva Liga. O Vitória ganhou a 1ª mão desta eliminatória, em casa dos eslovenos, por 3–4, tendo João Silva,  André Silva, André Amaro e Gonçalo Nogueira apontado os golos para a formação vimaranense. Na 2ª mão da eliminatória, nos 90 minutos, o Vitória perdeu por 0–1, tendo o agregado da eliminatória ficado empatado, 4–4. O jogo, no Estádio D. Afonso Henriques,  seguiu para prolongamento, mas mesmo assim o agregado da eliminatória continuou empatado, e consequentemente o jogo foi para as grandes penalidades, onde o Vitória acabou por perder 2–4, ficando assim eliminado da competição. Mesmo depois de o Vitória ter ganho o primeiro jogo que ocorreu depois desta eliminatória, contra o Estrela da Amadora na 1ª jornada da Liga Portugal 2023/24, o treinador Moreno anunciou a sua saída do comando técnico do clube. Passados 8 dias, o brasileiro Paulo Turra foi anunciado como o novo treinador do Vitória. Depois do despedimento do brasileiro, Álvaro Pacheco é agora treinador do Vitória. No fim desta temporada a equipa consegue o terceiro apuramento seguido para as competições da UEFA. 
À terceira é de vez! Após duas épocas consecutivas a ser eliminado na fase de qualificação, o Vitória consegue finalmente, na época 2024/25,  passar com sucesso as eliminatórias e entrar na nova fase regular da Liga conferência chamada de fase de liga, sendo o primeiro clube português a conseguir tal feito. Ao Leme de Rui Borges, os Conquistadores obtiveram 6 vitórias e um agregado de golos de 17–0. A juntar a esse feito, o clube Vimaranense consegue o inédito recorde de 9 vitórias consecutivas de um clube português nas competições UEFA. Este recorde foi fixado após triunfo em casa por 2–1 diante o FK Mladá Boleslav. Ainda no decorrer da época, o Vitória estabeleceu outro recorde de 13 jogos consecutivos sem perder no empate por 2–2 diante o Real Betis.

## Sociedade Anónima Desportiva (SAD)
Em Abril de 2013, foi constituída a Vitória Sport Clube, Futebol SAD, responsável pelo futebol profissional. Cerca de metade do capital social da SAD, mais concretamente 47,9%, foi adquirido por 479 000 € por Mário José Andrade Ferreira, empresário de 46 anos, nascido em Moçambique, e radicado em Pretória, na África do Sul há 38 anos, o qual foi condecorado pelo Presidente da República a 10 de Junho de 2012 como comendador da Ordem do Mérito.
Numa entrevista publicada dia 11 de Junho de 2013 no Desportivo de Guimarães, o presidente Júlio Mendes afirmou: "o capital social da SAD já foi aumentado por parte do acionista Mário Ferreira, vai ser comunicada aos sócios por via oficial, e vamos informar os acionistas do aumento de capital que foi feito, que já não é de 1.000.000€".
Em 2020, num comunicado publicado no site oficial, o Vitória refere que “formalizou um contrato com a Mário Andrade Ferreira, S.A.” para “adquirir, de modo faseado”, até 31 de março de 2022, a “totalidade das ações representativas do capital social da Vitória Sport Clube, Futebol SAD”, por um preço total de 6,5 milhões de euros. Em resultado, em 31 de março de 2022, o clube passaria a deter 96,40% do capital social da SAD.
No dia 14 de fevereiro de 2023, a direção do clube anunciou ter chegado a acordo para a venda de 46% da SAD do clube do fundo V Sports [en], liderado por Nassef Sawiris [en] e detentor da propriedade do Aston Villa. No entanto, 17% das ações adquiridas pelo fundo V Sports, foram novamente transferidas para a SAD do Vitória SC, ficando assim com 29%, de forma a cumprir as determinações da UEFA e assegurar a independência de ambas as sociedades desportivas.

#### Presidente do Conselho de Administração
- António Miguel Cardoso [29]

## Símbolos do clube

### Emblema e cores
|                            |  |                                                |
| Brasão após o anagrama VSC |  | Antigo emblema da década de 30 com a letra "V" |

O primeiro emblema do Vitória Sport Clube foi criado nos finais da década de 20 e desenhado pelo Capitão Mário Cardoso, personalidade importante na sociedade vimaranense e que, durante muitas décadas, foi o Presidente da Sociedade Martins Sarmento. Porém, só no final da década de 40 é que começou a usar-se o símbolo nas camisolas do Vitória. Até essa altura, apenas era utilizado um anagrama com a sigla VSC ou simplesmente a letra V, com as cores branca e preta (cores relativas à admissão no clube de todos sem distinção, sem discriminação de raças ou estatutos sociais).
O primeiro emblema é muito semelhante ao atual, apenas com uma exceçãoː além das letras "S" e "C" que se encontram ao lado de do rei Afonso Henriques existia também a letra "V". Na década de 1950, passou a ser encimado por uma coroa formada por panos de muralha e torres ameadas. O emblema atual apresenta a imagem da estátua de D. Afonso Henriques redesenhada, já sem a letra "V" na sigla. No ano de 2022 é apresentado um novo emblema comemorativo dos 100 anos do Vitória SC onde se destaca a cor dourada. Esta cor acaba por estar presente em todos os equipamentos dessa época celebrativa.

### Equipamentos
O Vitória é associado à cor branca desde a sua formação, que se verifica na cor do seu emblema e do seu equipamento principal. O preto é uma cor recorrente, devido à sua presença no emblema do clube e ao uso da cor nos equipamentos alternativos do clube.
Na época 2022/23 da celebração do centenário do clube, foi apresentado um novo equipamento principal onde surgiam os detalhes dos nomes e dos símbolos em amarelo/dourado mantendo o fundo da camisola em branco. Já o equipamento secundário é de cor preto com os pormenores em amarelo/dourado. A novidade foi a apresentação do 3º equipamento totalmente de cor amarela/dourada e com os nomes e os emblemas a ser em preto.
| Uniforme Principal |  | Uniforme Principal 2 |  | Uniforme Alternativo |  | Uniforme Alternativo 2 |  | 3º Equipamento |  | 3º Equipamento |  | Ver Evolução |

### Material e patrocinadores
| Período       | Material Desportivo | Patrocinador                 |
| ------------- | ------------------- | ---------------------------- |
| 1975–1984     | Adidas              | ASIC                         |
| 1984–1985     | Le Coq Sportif      | ASIC                         |
| 1985–1987     | Le Coq Sportif      | ASIC                         |
| 1987–1988     | Le Coq Sportif      | ASIC                         |
| 1988–1990     | Le Coq Sportif      | Tensai                       |
| 1990–1991     | Diadora             | Tensai                       |
| 1991–1992     | Diadora             | Tensai                       |
| 1992–1994     | Hummel              | Tensai                       |
| 1994–1995     | Olympic             | Bonança                      |
| 1995–1996     | Olympic             | Tensai                       |
| 1995–1996     | Olympic             | Renault                      |
| 1996–2000     | Adidas              | Bayer Milraz                 |
| 2000–2001     | John Smith          | Maxitel                      |
| 2001–2002     | Le Coq Sportif      | vitoriasc.pt                 |
| 2002–2003     | Le Coq Sportif      | Tensai                       |
| 2003–2004     | Le Coq Sportif      | Guimarães Património Mundial |
| 2004–2005     | Kappa               | Tiffosi Denim                |
| 2005–2006     | Kappa               | Rádio Popular                |
| 2006–2007     | Umbro               | Acreditar                    |
| 2007–2008     | Lacatoni            | Açoreana Seguros             |
| 2008–2011     | Lacatoni            | Finibanco                    |
| 2011–2014     | Lacatoni            | Smile.Up                     |
| 2013–2014     | Nike                | Bento Kangamba               |
| 2014–2016     | Nike                | Banco BIC                    |
| 2016–2017     | Macron              | Vários                       |
| 2017–2019     | Macron              | Castro Eletrónica            |
| 2019–2020     | Macron              | Benecar                      |
| 2020–2021     | Macron              | Vários                       |
| 2021–presente | Macron              | Placard.pt                   |

### Hinos
Vários hinos e canções foram associados ao clube ao longo da existência deste. A primeira música cantada pelos adeptos, em 1932, é referente ao antigo Campo de Benlhevai, inaugurado nesse mesmo ano. A segunda música foi criada na altura da disputa da Taça de Portugal de 1941/42 que levou o Vitória à final da competição.
Em 1946/47 surge uma quadra popular dedicada aos campeões distritais dessa época que conquistavam o seu 12.º título consecutivo, competição em que demonstravam não ter rival, tal era o seu domínio na região do Minho. A terceira música remonta aos anos 50 e 60 e era tocado nas aulas de ginástica do Vitória Sport Clube, no antigo recinto dos Bombeiros Voluntários de Guimarães.
O primeiro hino, e o que tem mais afeto por parte dos adeptos do Vitória, é o clássico hino "Vamos Gritar, Vitória, Vitória!", criado em 1986. O hino, escrito e interpretado pelo vimaranense e vitoriano Dino Freitas, fez furor nos anos 80 e 90 e não saiu da memória de muitos vitorianos e a intenção cada vez mais crescente de voltar a ouvi-lo no estádio aquando da entrada das equipas e em outras ocasiões festivas levou à criação de uma petição no início de 2008, iniciativa do blogue O Vimaranês. Nesse mesmo ano, e no seguimento da brilhante época realizada na Taça UEFA de 1986/87, Dino Freitas lança também o hino europeuː "À conquista da Europa".
No último jogo da época de 2005/06, que ditou a descida de divisão após cerca de 50 épocas seguidas no principal escalão, os milhares de adeptos presentes no Estádio D. Afonso Henriques entoaram um lema (já utilizado anteriormente em outras ocasiões) que marca a diferença entre os adeptos do clubeː "Vitória até morrer!, Vitória até morrer!, Vitória até morrer!”. Esse lema deu origem a um outro na época seguinte, que ditou a subida à primeira divisão, que ainda é utilizado até aos dias de hoje: "Vitória allez! Vitória allez! aconteça o que acontecer, sou do Vitória até morrer".
O hino mais recente foi criado em 2016. "Sou Vitória", uma melodia que é entoada à capela no estádio do rei aquando da entrada das equipas em campo, ganhou sucesso entre os adeptos e é entoado até aos dias de hoje. Foi também por esta altura que se começou a entoar em todos os estádios o cântico de apoio "Guimarães Allez Allez ohh, Juntos Vamos Vencer!" numa clara demonstração da relação intrínseca e indissociável das gentes de Guimarães com o Vitória.

## Infraestruturas desportivas
Lista de estádios utilizados pelo Vitória SC:
- Campo da Atouguia (1922–1924)
- Campo do Zé Minotes (1924–1925)
- Campo da Perdiz (1925–1932)
- Campo do Benlhevai (1932–1945)
- Campo da Amorosa (1945–1965)
- Estádio D. Afonso Henriques (1965–Presente)

### Estádio D. Afonso Henriques
Conhecido anteriormente como Estádio Municipal de Guimarães, o estádio foi inaugurado a 3 de janeiro de 1965 com 15 mil lugares, numa vitória por 2–1, contra Os Belenenses na Primeira Divisão. Até então o estádio era propriedade da Câmara Municipal de Guimarães, sendo que a 27 de Dezembro de 1989 a Assembleia Municipal votava favoravelmente a cedência do recinto ao Vitória SC pelo valor de um milhão de escudos.
Em 30 Setembro 1995, foi aprovada em Assembleia Geral uma proposta de metodologia para escolha do novo nome do Estádio. Os sócios votaram entre duas propostas, "Afonso Henriques" e "Vitória Sport Clube", Numa primeira fase do processo também foram propostos os nomes de Estádio da Amorosa e José Maria Castro Rodrigues, posteriormente descartados. Venceu com 453 votos, contra 358 a proposta com o nome "D. Afonso Henriques" em homenagem a D. Afonso Henriques, primeiro rei e fundador de Portugal.
Contou com duas grandes remodelações na sua história. A primeira em 1991, após ter sido escolhido para receber os jogos do Campeonato Mundial de Futebol Sub-20 e a segunda entre março de 2002 e julho de 2003, a fim de receber o Euro 2004, tendo as suas bancadas e outras áreas que relativas ao público remodeladas de forma a acomodarem 30 mil espectadores.

Assim que esta última remodelação foi finalizada, os espectadores encheram totalmente as bancadas do novo D. Afonso Henriques (cerca de 29 865 espectadores) e assistiram a um espetáculo multimédia, seguido do jogo entre o Vitória SC e o 1. FC Kaiserslautern, que os vimaranenses venceram por expressivos 4–1.

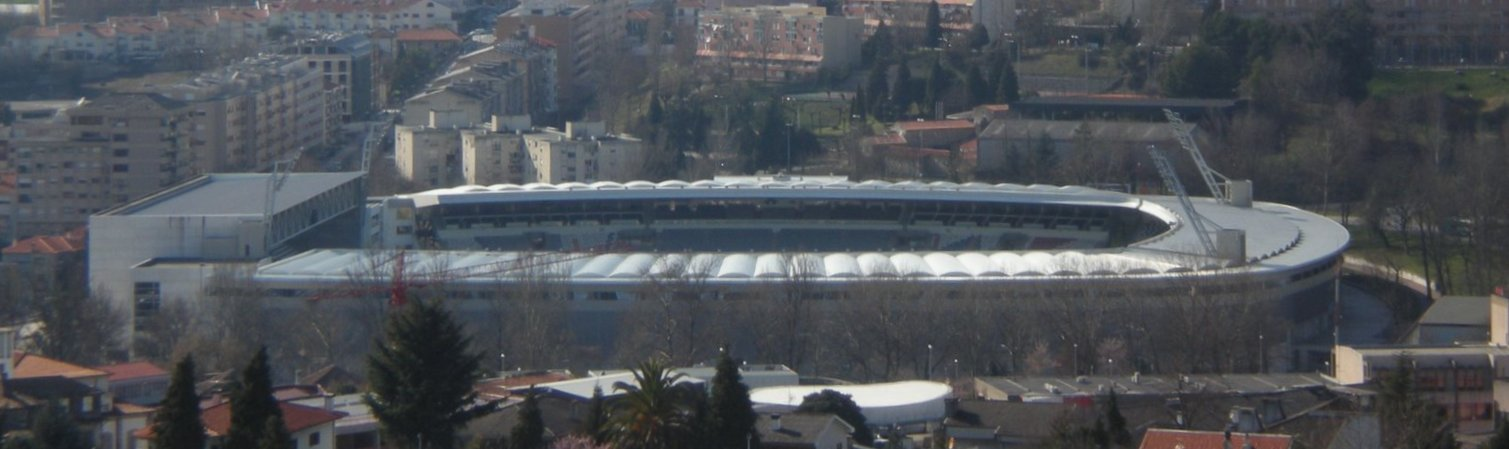
Estádio D. Afonso Henriques visto da torre de menagem do Castelo de Guimarães.

### Complexo Desportivo do Vitória SC

#### Academia Vitória SC
Foi inaugurado em 1997 com o nome de "Complexo Desportivo Dr. Alberto Pimenta Machado", altura em que o clube tinha como presidente o próprio Dr. Alberto Pimenta Machado. A ideia surgiu quando, na altura, o presidente visitou Milanello, o complexo desportivo do AC Milan.
O complexo desportivo acolhe os serviços administrativos do clube, os treinos da equipa sénior de futebol e os treinos e jogos dos escalões de formação do clube. Inclui 3 campos de relva natural, 3 campos sintéticos (um deles de Futebol 7), um ginásio, duas dúzias de balneários, um miniestádio e um pavilhão gimnodesportivo, onde as modalidades do clube treinam e jogam.
Expansão da academia
A futura academia do Vitória SC, projetada para se edificar junto ao Parque de Ardão, entre as freguesias de Ponte e Silvares, onde a autarquia já adquiriu "mais de uma dezena de hectares". No entanto, e apesar do apoio da Câmara, esta atira responsabilidades dos atrasos da academia do Vitória SC para o clube.
Projetos na ordem dos 10 milhões de euros em andamento para a construção do pavilhão da Escola João de Meira, a ser usado pelo Vitória e pela Escola, e a Piscina Olímpica na academia que se encontra numa fase conceptual.

#### Miniestádio do Vitória SC
Ocupando o Campo 5 da Academia Vitoriana e com lotação para 2 500 espectadores irá surgir a casa da equipa B, dos sub-19 e da equipa feminina. Conta ainda com uma tribuna presidencial, três bares, seis balneários e áreas técnicas de apoio.

#### Pavilhão Desportivo Unidade Vimaranense
Inserido no Complexo desportivo o Pavilhão, inaugurado em 1997 com capacidade para 2 500 espectadores, é a casa das modalidades do Vitória SC, onde, semanalmente alberga cerca de 600 atletas entre treinos e competições. Da época 2022/23 para 2023/24, foi registado um aumento de 40% na média de espetadores por jogo. Com efeito, esta infraestrutura foi intervencionada no verão de 2024, de modo a proporcionar ainda melhores condições de trabalho e de estar a todos os associados.

### Cidade Desportiva de Guimarães
A Cidade Desportiva é constituída por um conjunto de equipamentos existentes no concelho de Guimarães destinados à prática desportiva e permite a receção de grandes eventos de dimensões nacionais e internacionais. Estas instalações, como o Complexo de Piscinas e a Pista de Atletismo, são frequentemente usadas pelos atletas e equipas da formação e das modalidades do Vitória SC.

## Associados e adeptos
Os adeptos do Vitória são reconhecidos como sendo uns dos adeptos mais bairristas de Portugal. São bastante respeitados por afluírem sempre em grande número aos jogos da sua equipa, tanto no Estádio D. Afonso Henriques, como fora de portas.

### Assistências nos jogos da Liga Portugal
| Após Remodelação do D. Afonso Henriques para o Euro 2004 | Após Remodelação do D. Afonso Henriques para o Euro 2004 | Após Remodelação do D. Afonso Henriques para o Euro 2004 | Após Remodelação do D. Afonso Henriques para o Euro 2004 | Após Remodelação do D. Afonso Henriques para o Euro 2004 | Após Remodelação do D. Afonso Henriques para o Euro 2004 | Após Remodelação do D. Afonso Henriques para o Euro 2004 |
| Época                                                    | Liga                                                     | Jogos                                                    | Média                                                    | Total                                                    | Melhor Assistência                                       | Ref.                                                     |
| -------------------------------------------------------- | -------------------------------------------------------- | -------------------------------------------------------- | -------------------------------------------------------- | -------------------------------------------------------- | -------------------------------------------------------- | -------------------------------------------------------- |
| 2003/04                                                  | I                                                        | 17                                                       | 10.728                                                   | 182.376                                                  | 18.540 - Sporting                                        | [ 51 ]                                                   |
| 2004/05                                                  | I                                                        | 17                                                       | 15.199                                                   | 258.384                                                  | 26.057 - Boavista                                        |                                                          |
| 2005/06                                                  | I                                                        | 17                                                       | 15.979                                                   | 271.643                                                  | 23.183 - Boavista                                        |                                                          |
| 2006/07                                                  | II                                                       | 15                                                       | 16.796                                                   | 251.938                                                  | 29.810 - Olhanense                                       | [ 53 ]                                                   |
| 2007/08                                                  | I                                                        | 15                                                       | 19.578                                                   | 293.671                                                  | 30.000 - Porto                                           | [ 54 ]                                                   |
| 2008/09                                                  | I                                                        | 15                                                       | 16.579                                                   | 248.686                                                  | 26.812 - Benfica                                         |                                                          |
| 2009/10                                                  | I                                                        | 15                                                       | 15.884                                                   | 238.257                                                  | 27.310 - Benfica                                         | [ 55 ]                                                   |
| 2010/11                                                  | I                                                        | 15                                                       | 13.949                                                   | 209.235                                                  | 25.651 - Braga                                           |                                                          |
| 2011/12                                                  | I                                                        | 15                                                       | 12.078                                                   | 181.165                                                  | 19.830 - Sporting                                        |                                                          |
| 2012/13                                                  | I                                                        | 15                                                       | 12.253                                                   | 183.800                                                  | 26.340 - Gil Vicente                                     |                                                          |
| 2013/14                                                  | I                                                        | 15                                                       | 11.194                                                   | 167.909                                                  | 20.579 - Benfica                                         |                                                          |
| 2014/15                                                  | I                                                        | 17                                                       | 15.906                                                   | 270.408                                                  | 28.875 - Benfica                                         |                                                          |
| 2015/16                                                  | I                                                        | 17                                                       | 12.422                                                   | 211.182                                                  | 22.218 - Benfica                                         |                                                          |
| 2016/17                                                  | I                                                        | 17                                                       | 18.756                                                   | 318.856                                                  | 27.212 - Porto                                           | [ 56 ]                                                   |
| 2017/18                                                  | I                                                        | 17                                                       | 16.015                                                   | 272.255                                                  | 25.702 - Benfica                                         |                                                          |
| 2018/19                                                  | I                                                        | 17                                                       | 18.249                                                   | 310.240                                                  | 27.435 - Sporting                                        | [ 57 ]                                                   |
| 2019/20                                                  | I                                                        | 12                                                       | 16.910                                                   | 202.917                                                  | 27.291 - Benfica                                         | [ 58 ]                                                   |
| 2020/21                                                  | I                                                        | 0                                                        | 0                                                        | 0                                                        | 0                                                        | [ 59 ]                                                   |
| 2021/22                                                  | I                                                        | 17                                                       | 10.768                                                   | 183.057                                                  | 19.232 - Porto                                           | [ 60 ]                                                   |
| 2022/23                                                  | I                                                        | 17                                                       | 16.116                                                   | 273.969                                                  | 22.733 - Gil Vicente                                     |                                                          |
| 2023/24                                                  | I                                                        | 17                                                       | 17.388                                                   | 295.592                                                  | 25.224 - Braga                                           |                                                          |
| 2024/25                                                  | I                                                        | 17                                                       | 18.447                                                   | 313.605                                                  | 28.133 - Braga                                           | [ 55 ]                                                   |

| Antes da Remodelação do Estádio | Antes da Remodelação do Estádio | Antes da Remodelação do Estádio | Antes da Remodelação do Estádio | Antes da Remodelação do Estádio | Antes da Remodelação do Estádio |
| Época                           | Liga                            | Liga                            | Jogos                           | Média                           | Total                           |
| ------------------------------- | ------------------------------- | ------------------------------- | ------------------------------- | ------------------------------- | ------------------------------- |
| 1984/85                         | I                               | Liga Portugal                   | 15                              | 14.133                          | 211.995                         |
| 1985/86                         | I                               | Liga Portugal                   | 15                              | 17.333                          | 259.995                         |
| 1986/87                         | I                               | Liga Portugal                   | 15                              | 20.667                          | 310.005                         |
| 1987/88                         | I                               | Liga Portugal                   | 19                              | 15.842                          | 300.998                         |
| 1988/89                         | I                               | Liga Portugal                   | 19                              | 17.000                          | 323.000                         |
| 1989/90                         | I                               | Liga Portugal                   | 17                              | 15.412                          | 262.004                         |
| 1990/91                         | I                               | Liga Portugal                   | 19                              | 10.105                          | 191.995                         |
| 1991/92                         | I                               | Liga Portugal                   | 17                              | 13.176                          | 223.992                         |
| 1992/93                         | I                               | Liga Portugal                   | 17                              | 9.118                           | 155.006                         |
| 1993/94                         | I                               | Liga Portugal                   | 17                              | 8.735                           | 148.495                         |
| 1994/95                         | I                               | Liga Portugal                   | 17                              | 10.235                          | 173.995                         |
| 1995/96                         | I                               | Liga Portugal                   | 17                              | 7.412                           | 126.004                         |
| 1996/97                         | I                               | Liga Portugal                   | 17                              | 9.029                           | 153.493                         |
| 1997/98                         | I                               | Liga Portugal                   | 17                              | 9.353                           | 159.001                         |
| 1998/99                         | I                               | Liga Portugal                   | 17                              | 6.676                           | 113.492                         |
| 1999/00                         | I                               | Liga Portugal                   | 17                              | 8.635                           | 146.795                         |
| 2000/01                         | I                               | Liga Portugal                   | 17                              | 7.822                           | 132.974                         |
| 2001/02                         | I                               | Liga Portugal                   | 17                              | 8.155                           | 138.635                         |
| 2002/03                         | I                               | Liga Portugal                   | 17                              | 4.729                           | 80.393                          |

### 4.º clube com mais associados
O Vitória SC é o quarto clube com mais associados no país, contabilizando 38 495 mil sócios, logo após dos chamados "três grandes" clubes portugueses Benfica, Porto e Sporting. A recontagem de sócios que era efetuada a cada cinco anos, tendo, em julho de 2005, aumentado o número de associados de 19 129 para 24 350. Destaque para a época em que o Vitória desceu de divisão, em 2006/07, na qual aumentou o número de associados em cerca de 4 mil, atingindo os 30 mil sócios pela primeira vez. Na última recontagem, efetuada em julho de 2010 o número diminuiu de 32 295 para 24 238. A partir da época 2011/12 o número de sócios foi subindo progressivamente até há época 2022/23 onde foi anunciado um novo máximo em 2023, sendo contabilizados 33 003 associados, sendo que apenas neste último ano contabilizou mais 2 900.

### 4.º clube com mais assistências nos jogos (1.ª Liga) → Equipa Principal
O Vitória SC é o quarto clube com mais adeptos e espectadores no país, posição histórica que, excetuando a temporada de renovação do estádio para o Euro 2004, manteve até à época 2009/10, tendo sido relegado para 5º nas épocas de 2010/11 e 2011/12 por números pouco significativos. Na época de 2012/13 volta a retomar o 4º lugar, apesar de ter realizado 1 jogo à “porta fechada” por castigo, onde se viu privado de ter o apoio do seu público nas bancadas do Estádio D. Afonso Henriques. Desde então tem se vindo a distanciar dos outros clubes de forma notável, confirmando que é o quarto clube com mais associados e melhor assistências em Portugal.

### Clube com mais assistências nos jogos (2.ª Liga) → Equipa B
O Vitória SC B foi o clube com mais espectadores nos jogos da 2ª Liga, na época 2012/13, mais do que clubes que garantiram ou lutaram por a subida de divisão, como o CF Os Belenenses, FC Arouca, Leixões SC e Desportivo das Aves, ou as equipas B dos chamados "três grandes" (Benfica B, Porto B e Sporting B), apesar de ter realizado 2 jogos à “porta fechada” por castigos, onde se viu privado de ter o apoio do seu público nas bancadas do Estádio D. Afonso Henriques. Já na corrente época de 2014/15 volta a confirmar as boas assistências terminando a época como o 2º clube com a melhor assistência da 2ª liga, sendo que apenas o GD Chaves, clube que lutou pela subida de divisão, obteve melhor registo.

## Claques

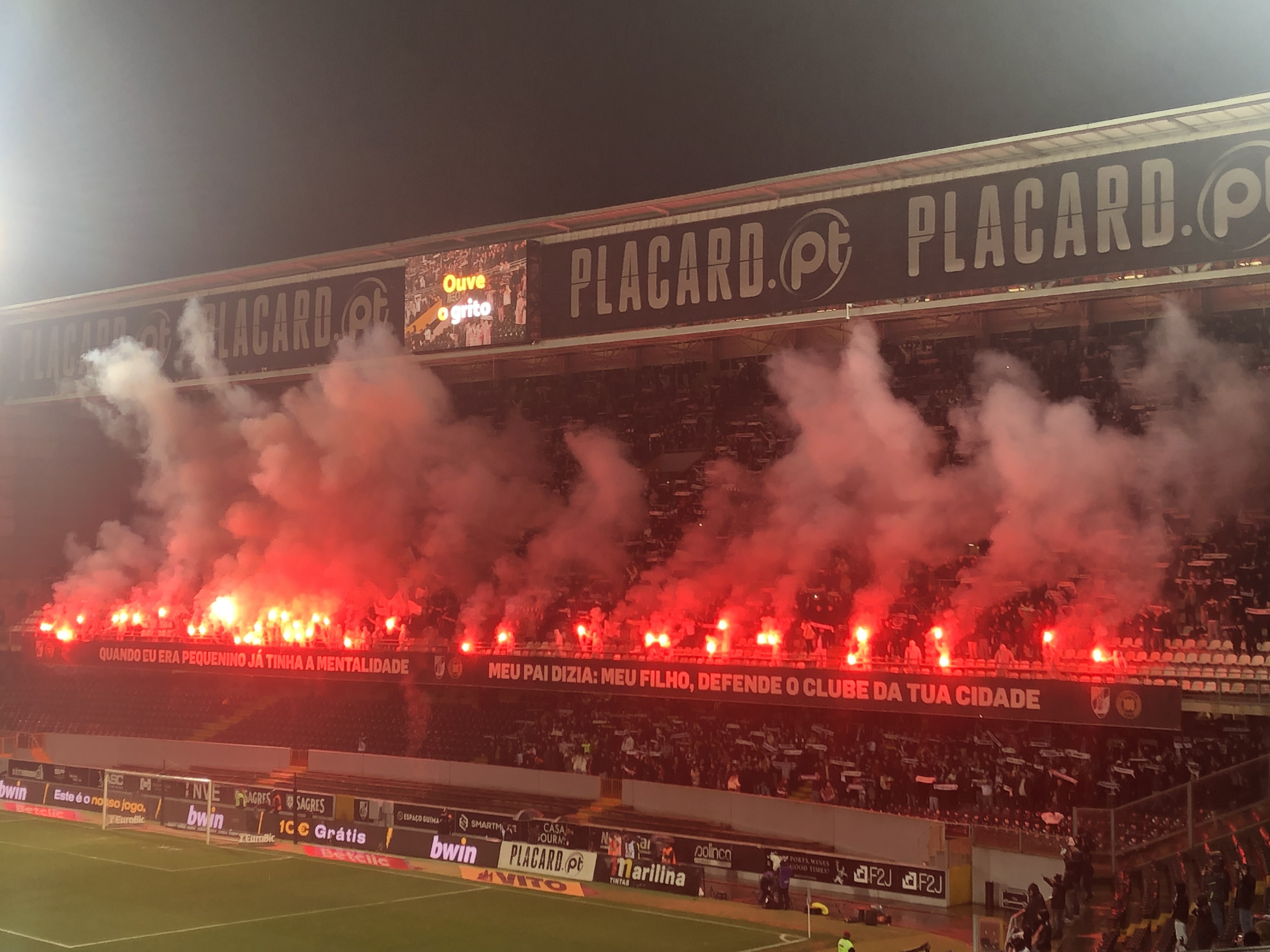
Ultras do Vitória num jogo contra o Benfica a 11 de fevereiro de 2024.

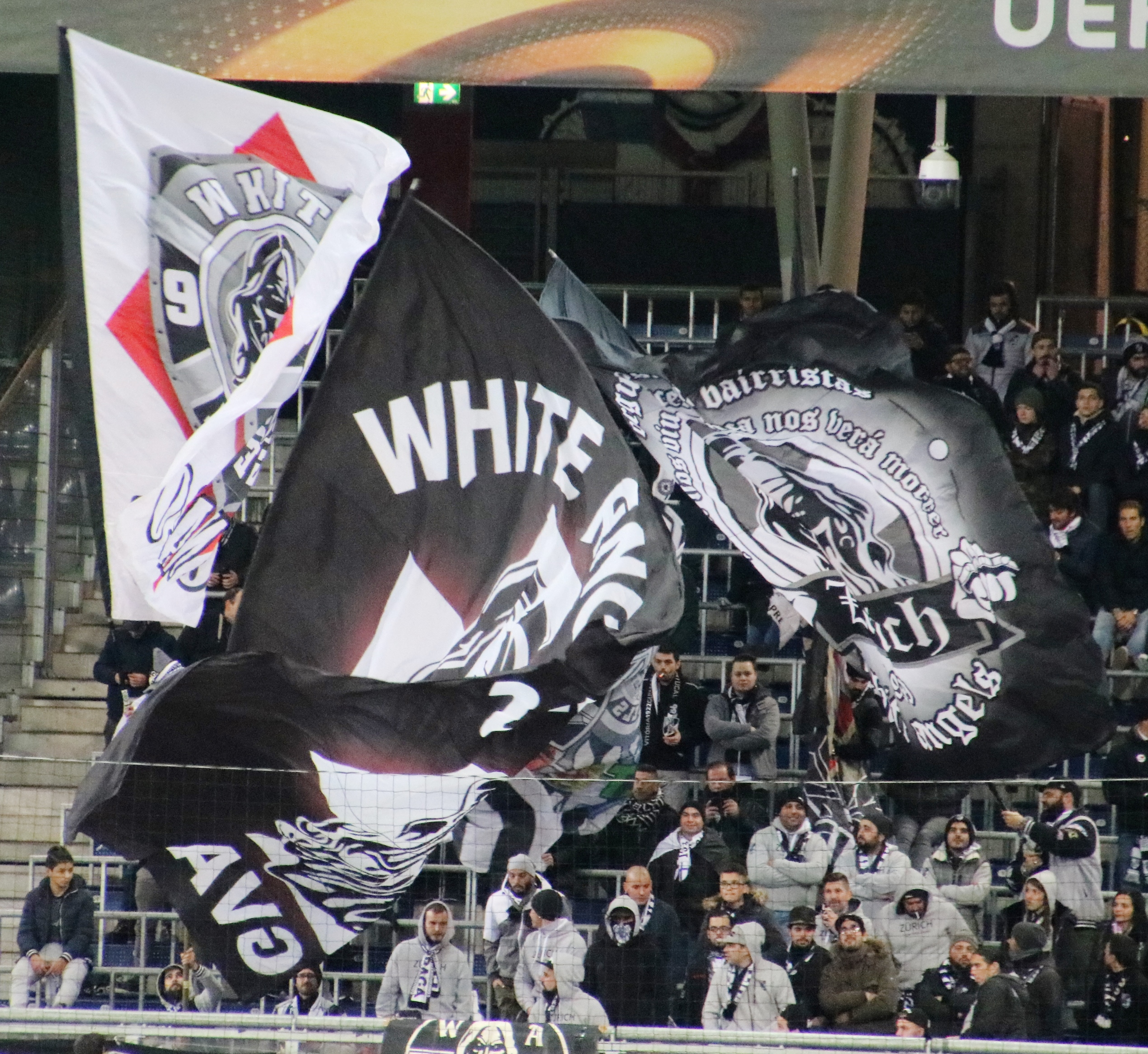
Adeptos do Vitória Sport Clube em Salzburgo a 23 de novembro de 2017.

### Claques atuais
- Insane Guys - Fundada em 1994
- White Angels - Fundada em 1999
- Suspeitos do Costume - Fundada em 2008

### Grupos atuais
- Vimaranes 1128 - Fundado em 2004  - localizados na bancada Sul Inferior
- Tifosi - Fundado em 2007  - localizados na bancada Sul Inferior
- Galáticos do Minho - Fundado em 2010 - localizados na bancada Nascente Inferior
- King's Crew - Fundado em 2011  - localizados na bancada Sul Superior
- Ragazzi - Fundado em 2013 - localizados na bancada Sul Inferior
- Fanatics - localizados na bancada Nascente Inferior
- Gate 12 - localizados na bancada Nascente Inferior
- Gruppo 1922 - localizados na bancada Sul Inferior

### Claques antigas
- LA JUVI (Labuta Juventude Vitoriana) - Fundada em 1983
- OS FUNDADORES - Fundada em 1984
- JUVI - Fundada em 1984
- Conquistadores - Fundada em 1986
- Força Branquinhos - Fundada em 1986
- 7ª Exército - Fundada em 1986
- Tempestade Vitoriana - Fundada em 1986
- Os Vimaranes - Fundada em 1987
- Black & White Boys - Fundada em 1990
- Legião Vitoriana - Fundada em 1991

### Cânticos ultras de apoio ao Vitória SC
- Fanchants[66]

## Rivalidades

### Rivalidade com o SC Braga
O Dérbi do Minho é a rivalidade futebolística entre o Sporting Clube de Braga e o Vitória Sport Clube, dois dos maiores clubes da região do Minho, no norte de Portugal. Este clássico é marcado por uma grande tensão e paixão, refletindo não apenas a competição desportiva, mas também uma rivalidade secular e histórica entre a Cidade dos Arcebispos (Braga) e a Cidade Berço (Guimarães) e que começou ainda antes da formação do Reino de Portugal. Desde então tem sido uma luta em todas as vertentes da sociedade como a política, a cultura, a economia, etc. No desporto, o futebol tornou-se num meio usado para transpor e que veio exponenciar a rivalidade. Considerado um dos jogos mais emocionantes e disputados do futebol português, o Dérbi Minhoto é aguardado com grande antecipação pelos adeptos, que vivem intensamente o confronto entre estas duas cidades tradicionalmente conhecidas pela sua história e identidade.

### Rivalidade com o Boavista FC
O jogo dos Conquistadores versus Panteras disputado com o Boavista Futebol Clube é uma disputa regional que envolve a cidade de Guimarães e a cidade do Porto. Embora não seja tão mediática quanto outras rivalidades, é marcada pela grande tensão entre os adeptos vitorianos e axadrezados, com cada clube representando o orgulho de sua cidade e região. O confronto é sempre esperado com grande expectativa, dado o grande histórico competitivo e a proximidade geográfica entre as duas equipas.

### Outras rivalidades
Também existe uma certa rivalidade com o Braga, o Boavista e o Belenenses, devido à proximidade no número de títulos, à qualidade das suas infraestruturas, ao histórico de participações nacionais e europeias e por serem alguns dos clubes com o maior número de adeptos em Portugal.
Com efeito, esses clubes constituem um grupo secundário de equipas relevantes que, em determinadas épocas ou período de tempo, conseguiram destacar-se e intrometerem-se entre os três principais clubes, levando muitos adeptos e observadores a debaterem sobre qual deles mereceria o título de "4.º Grande". Porém, a distância entre esses clubes e os Três Grandes é considerável em qualquer modalidade para se atribuir tal designação.

## Modalidades
| Modalidades do Vitória Sport Clube | Modalidades do Vitória Sport Clube | Modalidades do Vitória Sport Clube | Modalidades do Vitória Sport Clube | Modalidades do Vitória Sport Clube |
| Atualmente Praticadas              | Atualmente Praticadas              | Atualmente Praticadas              | Atualmente Praticadas              | Atualmente Praticadas              |
| ---------------------------------- | ---------------------------------- | ---------------------------------- | ---------------------------------- | ---------------------------------- |
| Futebol                            | Equipa B                           | Futebol Feminino                   | Voleibol                           | Basquetebol                        |
| Polo Aquático                      | Andebol                            | Natação                            | Atletismo                          | Triatlo                            |
| Desporto Adaptado                  | Ginástica                          | Muay Thai                          | Boxe                               | Kickboxing                         |
| Ténis de Mesa                      | MMA                                | Jiu-jitsu                          | Judo                               | Taekwondo                          |
| Automobilismo                      | Karting                            | BTT                                | Xadrez                             | Esports                            |
| Atualmente Não Praticadas          |                                    |                                    |                                    |                                    |
| Hóquei em Patins                   | Futsal Feminino                    | Futebol de Praia                   | Rugby                              | Karaté                             |
| Pesca Desportiva                   | Ciclismo                           | Voleibol de Praia                  |                                    |                                    |

### Basquetebol sénior masculino
| Competições Nacionais | Competições Nacionais | Competições Nacionais | Competições Nacionais | Competições Nacionais |
| Competição            | Competição            | Títulos               | Temporadas            | Vice Campeão          |
| --------------------- | --------------------- | --------------------- | --------------------- | --------------------- |
| Liga Portuguesa       | Liga Portuguesa       | 0                     | -                     | 2013/14, 2014/15      |
| Proliga               | Proliga               | 1                     | 2006/07               | 2007/08               |
| Taça de Portugal      | Taça de Portugal      | 2                     | 2007/08, 2012/13      | -                     |
| Taça Hugo dos Santos  | Taça Hugo dos Santos  | 0                     | -                     | 2014/15               |
| Supertaça             | Supertaça             | 0                     | -                     | 2008, 2013            |
| Troféu António Pratas | Troféu António Pratas | 1                     | 2009/10               | -                     |
|                       | Total de Troféus      | 4                     | 4 Nacionais           | 6 Vices               |

### Basquetebol sénior feminino
- Campeões Nacionais da 1ª divisão: 2016/17
- Vice Campeões da Taça de Portugal: 2018/19, 2020/21
- Vice Campeões da Supertaça: 2019/20, 2021/22

### Voleibol sénior masculino
| Competições Nacionais      | Competições Nacionais      | Competições Nacionais | Competições Nacionais | Competições Nacionais              |
| Competição                 | Competição                 | Títulos               | Temporadas            | Vice Campeão                       |
| -------------------------- | -------------------------- | --------------------- | --------------------- | ---------------------------------- |
| Campeonato Nacional I (A1) | Campeonato Nacional I (A1) | 1                     | 2007/08               | 2005/06, 2006/07, 2008/09          |
| Campeonato Nacional I (A2) | Campeonato Nacional I (A2) | 1                     | 2000/01               | -                                  |
| Campeonato Nacional II     | Campeonato Nacional II     | 1                     | 1999/00               | -                                  |
| Taça de Portugal           | Taça de Portugal           | 1                     | 2008/09               | 2002/03, 2003/04, 2007/08, 2012/13 |
| Supertaça                  | Supertaça                  | 0                     | -                     | -                                  |
| Taça Federação             | Taça Federação             | 1                     | 2018/19               | 2016/17                            |
|                            | Total de Troféus           | 5                     | 5 Nacionais           | 8 Vices                            |

- Equipa B Campeão Nacional III: 2010/11

### Voleibol sénior feminino
- Campeãs Nacionais da 2ª liga: 1980/81, 2006/07
- Campeãs da Taça Federação: 2023/24
- Várias Participações Europeias

### Polo Aquático sénior masculino
| Competições Nacionais | Competições Nacionais | Competições Nacionais | Competições Nacionais                       | Competições Nacionais     |
| Competição            | Competição            | Títulos               | Temporadas                                  | Vice Campeão              |
| --------------------- | --------------------- | --------------------- | ------------------------------------------- | ------------------------- |
| Primeira Divisão      | Primeira Divisão      | 5                     | 2018/19, 2020/21, 2021/22, 2022/23, 2024/25 | 2023/24                   |
| Segunda Divisão       | Segunda Divisão       | 1                     | 2003/04                                     | -                         |
| Taça de Portugal      | Taça de Portugal      | 2                     | 2020/21, 2024/25                            | 2018/19, 2021/22, 2023/24 |
| Supertaça             | Supertaça             | 4                     | 2019, 2021, 2023, 2024                      | 2022                      |
|                       | Total de Troféus      | 12                    | 12 Nacionais                                | 5 Vices                   |

- Foi Tetracampeão Nacional
- Fez o Triplete em 2024/25
- Equipa B Campeão Nacional da 2ª divisão: 2020/21
- Campeão Nacional de Juvenis sub-17: 2013/14, 2015/16

### Andebol sénior masculino
A secção de Andebol nasceu na década de 60, ainda no ringue do Campo da Amorosa, sendo posteriormente desativada em 1994/95. Após reativação, em 2020/21, a equipa conseguiu uma rápida ascensão ao Campeonato Andebol 1, o patamar mais alto da modalidade em Portugal.
- Campeão Nacional da III Divisão: 2020/21
- Campeão Nacional da II Divisão: 2022/23

### Futebol de Praia sénior masculino
A secção de Futebol Praia encontra-se temporariamente inativa desde 2015. Destaca-se historicamente por ter sido a 2.ª equipa a vencer o Campeonato de Elite de Futebol de Praia, sucedendo o Sporting CP.
- Campeonato Nacional de Futebol Praia: 2010/11

### Hóquei em Patins sénior masculino
A secção de Hóquei em Patins, apesar de extinta, foi a primeira modalidade do clube. No entanto, destacam-se dois títulos regionais da curta duração da modalidade na década de 1950, sendo extinta 8 anos depois.
- Campeões Regional do Minho: 1957
- Taça do Minho: 1955

### Futsal sénior feminino
A secção de Futsal encontra-se extinta sendo que a última aparição, de apenas duas, foi na 1ª Divisão da AF Braga em 2009/10.

### Voleibol de Praia
A secção Voleibol de Praia masculina e feminina, ambas extintas, tiveram algumas aparições em Competições Nacionais de Verão.

### Ginástica, Atletismo e Triatlo
Estas modalidades foram umas das primeiras modalidades a serem praticadas no clube e foram o mote para o almejado "Ecletismo no Clube”.
- Medalha de Bronze nos Jogos Paralímpicos: 2016
- Vários Títulos a Nível Nacional

### Natação
Desta modalidade, oficialmente criada apenas em 2001, já saíram vários campeões nacionais.
- 15 recordes nacionais batidos por atletas do clube, dos quais 8 ainda se encontram em vigor

### Ciclismo e BTT
- Vários Títulos Individuais e em Equipas a Nível Regional, Nacional e Ibérico

### Automobilismo e Karting
- Vários títulos individuais a nível nacional.

### Boxe, Kickboxing, Muay-thai, Taekwondo, Jiu-jitsu e Judo
Estas são das modalidades com mais títulos a nível europeu e mundial do clube.
- Várias medalhas de Ouro, Bronze e Prata nas competições nacionais e internacionais
- Vários títulos individuais a nível nacional e mundial com Alberto Costa, treinador, como referência[77]

## Futebol

### Seniores masculinos

#### Plantelvde
Última atualização: 02 de fevereiro de 2025.

#### Palmarés
| Competições Nacionais | Competições Nacionais          | Competições Nacionais | Competições Nacionais                                                                                       |
|                       | Competição                     | Venceu                | Temporadas                                                                                                  |
| --------------------- | ------------------------------ | --------------------- | --- |
|                       | Taça de Portugal               | 1                     | 2012/13 |
|                       | Supertaça Cândido de Oliveira  | 1                     | 1988 |
| Competições Regionais |                                |                       | |
|                       | Competição                     | Venceu                | Temporadas                                                                                                  |
|                       | Campeonato do Minho            | 3                     | 1938/39, 1939/40 e 1940/41                                                                                  |
|                       | Campeonato Regional de Braga   | 12                    | 1933/34, 1936/37, 1937/38, 1938/39, 1939/40, 1940/41, 1941/42, 1942/43, 1943/44, 1944/45, 1945/46 e 1946/47 |
|                       | AF Braga Taça de Honra Extinta | 4                     | 1978/79, 1981/82, 1982/83 e 1983/84                                                                         |
|                       | AF Braga Taça                  | 1                     | 1964/65 |
|                       | Campeonato AF Braga (Reservas) | 8                     | 1962/63, 1963/64, 1964/65, 1965/66, 1966/67, 1967/68, 1968/69 e 1971/72                                     |
| Total                 |                                |                       | |
|                       | Títulos                        | Venceu                | Conquistas                                                                                                  |
|                       | Conquistas Oficiais            | 30                    | 2 Nacionais e 28 Regionais                                                                                  |

#### Evolução das Classificações desde 1934/35
Foi em 1934/35 a criação do primeiro campeonato profissional nos moldes da atual Liga Portugal e a equipa do Vitória SC conseguiu estrear-se na primeira divisão em 1941/42. Durante a maior parte de sua história o Vitória jogou na primeira divisão do campeonato português com exceção de dois períodos passados na segunda divisão (1955/56 até 1957/58 e 2006/07).
De realçar que só oito anos após a criação do campeonato português é que a competição foi alargada para 12 equipas, fruto da benesse da FPF em relação ao FC Porto pois este terminando na terceira posição no Campeonato Regional não poderia participar 1ª Divisão nesse mesmo ano, o que permitiu aos clubes campeões da AF Braga e da AF Aveiro participar no play-off que garantia a vaga de acesso à Primeira Divisão. Com efeito, o Vitória materializou a subida para a temporada de 1941/42 com uma vitória por 6–4 sobre o CF União de Lamas. Até então, os clubes destas associações só tinham acesso à Segunda Divisão (que era experimental até 1937/38) e ao Campeonato de Portugal que corresponde à atual Taça de Portugal.

Evolução das Classificações do Vitória SC desde 1938

#### Conquistas em torneios não oficiais
- Troféu Villa de Gijónː 2012
- Liga do Futuroː 2011
- Troféu Juan Acuñaː 2007[81]
- Taça Cidade de Albufeiraː 2007
- Troféu Cidade de Guimarães Património Mundial da Humanidadeː 2007
- Troféu Cidade de Vigoː 2004[82]
- Taça Cidade de Vizelaː 2002, 2003 e 2004
- Troféu Cidade das Caldas da Rainhaː 2002
- Troféu do Guadianaː 2001
- Troféu Memorial Quinochoː 1997
- Torneio Internacional Invictaː 1994
- Torneio de Verão da Cidade da Póvoa de Varzimː 1986, 1988 e 2025
- Troféu Luís Oteroː 1978
- Troféu Somelos Helançaː 1969
- Troféu Clermont Ferrandː 1969
- Na época de 1966/67, há um acontecimento de relevo na história do clube, concretamente, a deslocação da equipa principal do Vitória SC à Venezuela para disputar a denominada Taça do Mundo, Torneio Internacional que contava com a presença de equipas de renome Internacional. Nessa competição o Vitória SC disputou dois encontros. Um venceu por 3–1 à equipa italiana da Lazio de Roma, facto que mereceu grande destaque, e perdeu a outra partida contra os espanhóis do Valência por 0–3. O Vitória ficava assim no 2º lugar deste importante Torneio Internacional.
- 7 Troféus ganhos, numa digressão em 1964 aos Estados Unidos da América, e onde se destacaram, os que deram os triunfos, nas partidas com dois clubes Europeus, o AEK Atenas por 1–0, e com o Estrela Vermelha de Belgrado após a marcação de grandes penalidades, o que levou bem alto o nome do Vitória Sport Club.
- 11 Troféus Conquistados, numa digressão em 1959 a África, mais concretamente Angola, Moçambique e África do Sul, (onde ganhou todas as partidas realizadas com a exceção da formação da África do Sul com a qual empatou), o que fez eco de grande destaque na imprensa nacional. Na Cidade Berço, a Equipa foi recebida de forma apoteótica, por milhares de Vitorianos e Vimaranenses.
- Taça Concórdiaː 1935

#### Dados e estatísticas por Competição
| Competições Nacionais      | Competições Nacionais               | Competições Nacionais | Competições Nacionais | Competições Nacionais | Competições Nacionais | Competições Nacionais | Competições Nacionais | Competições Nacionais | Competições Nacionais |
| Competição                 | Competição                          | Participações         | Partidas              | Vitórias              | Empates               | Derrotas              | Golos Marcados        | Golos Sofridos        | Melhor Posição        |
| -------------------------- | ----------------------------------- | --------------------- | --------------------- | --------------------- | --------------------- | --------------------- | --------------------- | --------------------- | --------------------- |
|                            | Primeira Liga                       | 79                    | 2358                  | 923                   | 557                   | 878                   | 3309                  | 3296                  | 3º Lugar              |
|                            | Taça de Portugal                    | 80                    | 291                   | 167                   | 28                    | 96                    | 630                   | 405                   | Vencedor              |
|                            | Taça da Liga                        | 17                    | 48                    | 14                    | 15                    | 19                    | 56                    | 61                    | 1/2 Final             |
|                            | Supertaça Cândido de Oliveira       | 4                     | 5                     | 1                     | 1                     | 3                     | 4                     | 8                     | Vencedor              |
|                            | Segunda Liga                        | 1                     | 30                    | 16                    | 7                     | 7                     | 44                    | 20                    | Vice-Campeão          |
|                            | Segunda Divisão Extinta             | 9                     | 162                   | 106                   | 25                    | 31                    | 449                   | 211                   | Vice-Campeão          |
| Competições Internacionais |                                     |                       |                       |                       |                       |                       |                       |                       |                       |
|                            | Ql. Liga dos Campeões da UEFA       | 1                     | 2                     | 0                     | 1                     | 1                     | 1                     | 2                     | Play-Off              |
|                            | Liga Europa da UEFA                 | 14                    | 60                    | 15                    | 14                    | 31                    | 60                    | 89                    | 1/4 Final             |
|                            | Liga Conferência da UEFA            | 1                     | 1                     | 1                     | 0                     | 0                     | 3                     | 1                     | Fase de Liga          |
|                            | Taça das Taças Extinta              | 1                     | 2                     | 1                     | 0                     | 1                     | 1                     | 2                     | 1ª Eliminatória       |
|                            | Taça das Cidades com Feiras Extinta | 2                     | 8                     | 3                     | 2                     | 3                     | 12                    | 15                    | 2ª Eliminatória       |
|                            | Taça Intertoto Extinta              | 2                     | 12                    | 8                     | 0                     | 4                     | 26                    | 16                    | 2º Lugar no Grupo     |

 Atualizado em 18 de maio de 2024

#### Outros Recordes
| Marcadores - "Melhor Marcador do VSC" - em um só jogo / Campeonato de Portugal Djalma Freitas - (1965/66), 6 golos / 1 jogo. → Campeonato Nacional da 1ª Divisão da época de 1965/66 (Vitória SC 6 - 2 SC Braga) → jogo disputado no Estádio Municipal de Guimarães. - "Melhor Marcador do VSC" - em dois jogos, numa só época com a mesma equipa / Campeonato de Portugal Djalma Freitas - (1965/66), 11 golos / 2 jogos. → Campeonato Nacional da 1ª Divisão da época de 1965/66 (Vitória SC 6 - 2 SC Braga e SC Braga 3 - 5 Vitória SC) → jogos disputados no Estádio Municipal de Guimarães (1ª volta) e no Estádio 28 de Maio, hoje denominado Estádio 1º de Maio (2ª volta). - "Melhor Marcador do VSC" - em jogos / Campeonato de Portugal Tito [en] - (1971-1972 a 1977-1978), 83 golos / 202 jogos. → Campeonato Nacional da 1ª Divisão da época de 1971/72 a 1977/78 83 golos no Campeonato Nacional da 1ª Divisão a representar o Vitória SC. Jogos / épocas - "Mais jogos pelo VSC" - Campeonato de Portugal N'Dinga Mbote [en] - (1986/87) a (1995/96), 286 jogos / 10 épocas consecutivas. → Campeonato Nacional da 1ª Divisão da época de 1986/87 à época 1995/96 286 jogos disputados pelo Vitória SC. - "Mais épocas pelo VSC" - Campeonato de Portugal Daniel Barreto - (1953/54) a (1969/70), 17 épocas consecutivas, sendo a 1ª como júnior. → Campeonato Nacional de Júniores na época de 1953/54 (1) → Campeonato Nacional da 1ª Divisão na época de 1954/55 (1) → Campeonato Nacional da 2ª Divisão da época de 1955/56 a 1957/58 (3) → Campeonato Nacional da 1ª Divisão da época de 1958/59 a 1969/70 (13) 17 épocas consecutivas a representar o Vitória SC. - "Marcador mais jovem pelo VSC" - Campeonato de Portugal Daniel Barreto - (1954/55), época 1954/55, aos 17 anos de idade. → Campeonato Nacional da 1ª Divisão na época de 1954/55 (Vitória SC 2 - 1 SL Benfica) → idade / 17 anos 1 golo na estreia como sénior com a camisola do Vitória SC (jogo realizado no Campo da Amorosa, na época de 1954/55, 2ª jornada da 2ª volta do Campeonato Nacional da 1ª Divisão, contra o SL Benfica que se viria a sagrar Campeão Nacional, num jogo que o Vitória venceu os encarnados por 2-1, sendo um dos golos vitorianos da autoria precisamente de Daniel). - "Bola de Prata" - Melhor Marcador do Campeonato de Portugal Edmur Ribeiro - 1959/60 (25 golos / 26 jogos). Paulinho Cascavel - 1986/87 (22 golos / 30 jogos). |

| Classificações - Melhor Posição na 1º Divisão 3º Lugar (1968/69, 1986/87, 1997/98, 2007/08) - Pior Posição na 1º Divisão 17º Lugar (2005/06) → Campeonato Nacional da 1ª Divisão, disputado entre 18 equipas. 14º Lugar (1954/55) → Campeonato Nacional da 1ª Divisão, disputado entre 14 equipas. Jogos - Maior vitória na I Divisão em casa Vitória SC - Boavista FC (1946/47) 8 - 0 Vitória SC - Torreense (1958/59) 8 - 0 - Maior vitória na I Divisão fora FC Famalicão - Vitória SC (2019/20) 0 - 7 - Maior derrota na I Divisão em casa Vitória SC - Vitória FC (1943/44) 0 - 8 - Maior derrota na I Divisão fora CF Os Unidos - Vitória SC (1942/43) 14 - 0 Pontos - Com mais pontos (2 pontos por vitória) 45 (1989/90) - Com mais pontos (3 pontos por vitória) 62 (1995/96) 62 (2016/17) 63 (2023/24) - Com menos pontos (2 pontos por vitória) 7 (1943/44) - Com menos pontos (3 pontos por vitória) 34 (2005/06) Golos - Com mais golos marcados 64 (1974/75) - Com mais golos sofridos 76 (1941/42 e 1942/43) - Com menos golos marcados 15 (1970/71) - Com menos golos sofridos 17 (1968/69) |

#### Jogadores notáveis
| Guarda-redes - Mário Roldão - Vítor Damas - Silvino [en] - Jesus [en] - Neno - Douglas - Bruno Varela | Defesas - Costeado [en] - Nascimento [en] - Quim Berto - Dimas Teixeira - José Carlos [en] - Fernando Meira - Bruno Alves - Pedro Geromel - Bruno Gaspar - Ricardo Pereira - Edmond Tapsoba - Ibrahima Bamba [en] - André Amaro [en] | Médios - Daniel Barreto - N'Dinga Mbote [en] - Ademir Alcântara - Pedro Mendes - Pedro Barbosa - Zlatko Zahovič - Flávio Meireles - Nuno Assis - Tiago Targino - Yves Desmarets - Roberto [en] - André André - Otávio - Hernâni - Paolo Hurtado - Tiago Silva [en] - André Almeida [en] - Tomás Händel [en] | Avançados - Edmur - Djalma Freitas - Tito - Jeremias - Paulinho Cascavel - Ziad - Capucho - Marek Saganowski - Kamel Ghilas - Soudani - Raphinha - Moussa Marega - Tiquinho Soares - Marcus Edwards - Ricardo Quaresma - Óscar Estupiñán - Jota Silva |

#### Treinadores notáveis
| - Jorge Vieira - José Maria Pedroto - Manuel José - Raymond Goethals - António Morais - Marinho Peres - Paulo Autuori - Geninho - João Alves - Jaime Pacheco - Quinito | - Jorge Jesus - Manuel Machado - Manuel Cajuda - Rui Vitória - Sérgio Conceição - Pedro Martins - Luís Castro |

### Seniores femininos
Desde a sua reativação em 2018, a popularidade do futebol feminino no mundo vitoriano não parou de crescer. Todo o trabalho de base tem como objetivo sustentar e estabilizar a equipa principal no escalão mais alto do futebol feminino em Portugal.
- Despois de disputar sem sucesso, pela primeira vez, o play-off de acesso ao Campeonato Nacional de Futebol Feminino em 2023/24 e viria a ser campeã da Segunda Liga na época seguinte, assegurando assim a promoção para a elite do futebol feminino em 2025/26.[91]

### Veteranos
A equipa de Veteranos é constituída por ex-jogadores da equipa principal de futebol e representa o clube em competições de futebol indoor. A principal conquista foi ter sido o primeiro Campeão da Liga Portugal Legends em 2023.
| Competições nacionais | Competições nacionais | Competições nacionais | Competições nacionais |
|                       | Competição            | Venceu                | Temporadas            |
| --------------------- | --------------------- | --------------------- | --------------------- |
|                       | Liga Portugal Legends | 1                     | 2023                  |
|                       | Conquistas Oficiais   | 1                     | 1 nacional            |

## Futebol de Formação

### Equipa B
O Vitória Sport Clube B é a segunda equipa de futebol do Vitória SC e foi criada na época 2012/13. Nesse mesmo ano, foi determinado que seis equipas "B" pudessem integrar diretamente a Segunda Liga mediante o pagamento de 50 mil euros cada uma. As equipas "B" não pode disputar a Taça de Portugal ou a Taça da Liga e nem podem subir à Primeira Liga. Além disso, terão de incluir nas respetivas fichas de jogo pelo menos dez jogadores formados no clube, com idades entre os 15 e os 21 anos de idade, e que tenham sido inscritos na Federação há três épocas desportivas e apenas três jogadores com idades maiores de 23 anos.
A equipa B, que se apresenta num patamar intermédio entre a formação e a equipa principal, permitiu o crescimento sustentável e consequente visibilidade de alguns jogadores que se tornaram uma referência, mormente Ricardo Pereira, Cafú, Hernâni, Raphinha, Josué Sá, Edmond Tapsoba, André Almeida, Ibrahima Bamba, André Amaro, Tomás Händel, Alberto Costa, entre outros.
Atualmente, a equipa B vitoriana compete na Liga 3, integrando a Série A. 

### Formação
Com a construção do Complexo Desportiva do clube em 1997, o clube viu melhorada a estrutura da organização, o planeamento, a formação em desporto, os recursos humanos, as instalações e logística, entre outras, que têm sido fulcrais na formação dos atletas. Essa aposta tem permitido ao Vitória um crescimento sustentável que ao aprimorar as capacidades físicas, mentais e sociais dos jovens tem ajudado a lapidar futuras gerações de talentos que poderão vir a integrar o plantel principal de seniores. A formação vitoriana é assim reconhecida como Entidade Formadora 5 estrelas, na avaliação anual da Federação Portuguesa de Futebol.

#### Palmarés
| Competições nacionais | Competições nacionais                | Competições nacionais | Competições nacionais |
|                       | Competição                           | Venceu                | Temporadas            |
| --------------------- | ------------------------------------ | --------------------- | --------------------- |
|                       | Campeonato Nacional Juniores sub-19  | 1                     | 1990/91               |
|                       | Campeonato Nacional Juvenis sub-17   | 1                     | 2013/14               |
|                       | Campeonato Nacional Iniciados sub-15 | 1                     | 1995/96               |
|                       | Conquistas Oficiais                  | 3                     | 3 nacionais           |

### Escolas e Filiais
O clube possui uma diáspora considerável dos seus adeptos pelo Minho, que com o tempo levou o clube a constituir várias escolas de captação e formação, derivadas da principal Os Afonsinhos. Para além disso, e, muito por força dos adeptos e famílias vitorianas, surgiram alguns clubes de futebol filiados e associados ao Vitória SC, nomeadamente:
- Vitória Sport Cube do Porto (16 de agosto de 1958)[98]
- Vitória Sport Cube São Pedro da Campanhã (12 de junho de 1960)[99]
- Associação Desportiva São Paio Sport Clube (24 de junho de 1976)[100]